# Дрязги
Дря́зги — посёлок при станции Усманского района Липецкой области. Центр Дрязгинского сельсовета. 
Расположены на железнодорожной линии Грязи — Воронеж (станция Дрязги).
В 1868 году здесь проложена железная дорога. Образованная на ней станция получила название по соседнему крупному селу Дрязги (в 4 км к северо-западу от станции, ныне село Октябрьское). Такое же название закрепилось и за посёлком, выросшим рядом со станцией.
В 1928—1963 годах Дрязги были районным центром.
Недалеко от Дрязг находится исток реки Телелюй.

## Население
| 2010 | 2011  |
| ---- | ----- |
| 1647 | →1647 |

2024 ()